# 中野渡昌平
中野渡 昌平（なかのわたり しょうへい）は日本のゲームクリエイター、プロデューサー。1999年ナムコ入社。カラオケJOYSOUND用「アフレコ！」の企画プロデュースや、ゲームメソッドコンサルティング「スペシャルフラッグ」のメンバーとして知られる。バンダイナムコゲームス、バンダイナムコエンターテインメント経営企画部を経て、バンダイナムコスタジオ未来開発統括本部所属。

## 来歴・人物
1999年にナムコに開発職として入社。ゲームクリエイターとしてニンテンドーDS用ソフトぼくらのテレビゲーム検定 ピコッと!うでだめしの企画プロデュースなどの他、カラオケメーカーエクシングとカラオケJOYSOUND向け「アフレコ！」の企画・共同開発や、NHKスタジオパークのアフレコスタジオの開発に携わっている。
バンダイナムコゲームスの新規事業課において、電通と連携したゲームメソッドコンサルティングチーム「SPECIAL FLAG」にも関わっている。同活動においては、NTT東日本の光iフレーム開発や、Panasonicの展示場のショウケースWonder Life-BOX開発にも関与、講演活動など。
元プロ野球選手（投手）の中野渡進とは従兄弟にあたる。

## 主な作品
- JOYSOUND「アフレコ！」（企画・プロデュース）
- NHKスタジオパーク「アフレコスタジオ」
- ぼくらのテレビゲーム検定 ピコッと!うでだめし（企画・プロデュース）
- NTT東日本 光iフレーム（UI開発）
- Panasonic Wonder Life-BOX（UI開発）